# Hamilton Ferreira
Hamilton Ferreira, (Franca, 8 de dezembro de 1920 – São Joaquim da Barra, 4 de fevereiro de 1967) foi um ator, radioator  e humorista brasileiro de cinema e televisão.

## Biografia
Nascido em Franca, interior de São Paulo, ingressou na Escola de Arte Dramática em 1939, dedicando-se à dança e ao teatro, tornando-se bailarino e dançarino no Teatro Municipal de Campinas. 
Ingressou na Rádio Tupi de São Paulo em 1943, mesma época que atuava na Companhia Bibi Ferreira. Em 1945 recebeu um convite para atuar como rádio ator e locutor na NBC e CBS de Nova Iorque, onde permaneceu por sete meses. Regressando ao Brasil, entrou para a Rádio Tupi do Rio, onde destacou-se por seus quadros e personagens cômicos.
Humorista da TV e do Cinema, Hamilton foi pioneiro na TV Tupi, canal 6 do Rio de Janeiro, e nesta emissora trabalhou nos programas humoristicos “Seu Concordino” e “Rancho Alegre” e também  no “Teatro de Comédia Piraquê” e no “TV de Comédia”.
Na década de 1960, trabalhou na TV Excelsior, o canal 2 carioca, nos programas “Times Square”;  “A Cidade Se Diverte” e “Show Riso”. No Cinema ele atuou em “Hoje o Galo Sou Eu“; “Sherlock de Araque”; “O Homem do Sputnik” ; “O Palhaço o Que É?”; “Entrei de Gaiato”; “Quero Essa Mulher Assim Mesmo”; “Assassinato em Copacabana” e “Crônica da Cidade Amada”.
Envoleu-se em polêmica quando surgiu outro ator usando o mesmo nome artístico. O ator homônimo passou a usar o nome artístico de Vagareza.
Faleceu repentinamente derrame cerebral em São Joaquim da Barra, no interior de São Paulo, onde visitava a família, em 4 de fevereiro de 1967, aos 46 anos de idade.